# 고양이 면역결핍바이러스
고양이 면역결핍바이러스(영어: Feline immunodeficiency virus, FIV)는 고양이의 면역 체계를 파괴시키는 레트로바이러스이다. 모든 고양이과 동물들에게 영향을 미친다. 전세계적으로 2.5%에서 4.4%의 고양이들이 고양이 면역결핍바이러스에 감염되었다. 고양이 면역결핍바이러스는 분류학상으로 다른 두 고양이 RNA 종양 바이러스인 고양이 백혈병 바이러스 (FeLV)와 고양잇과 거품성 바이러스 (FFV)와 다르며 인간 면역 결핍 바이러스 (HIV)에 더 가깝다. 고양이 면역결핍바이러스 내에서 다섯 개의 종이 바이러스막과 중합효소 코딩의 뉴클레오타이드 순서의 차이로 구분된다. 고양이 면역결핍바이러스는 오직 비영장류 레트로바이러스로 AIDS 같은 증후군을 일으키지만 고양이 면역결핍바이러스는 일반적으로 고양이에게 치명적이지 않고 보균자로 남거나 전달자 질병의 증상으로 나타나 비교적 건강하게 살 수 있다.
FIV는 1986년 UC Davis 수의과 대학의 Niels C Pedersen과 Janet K. Yamamoto에 의해 기회 감염과 퇴행성 질환의 유병률이 높았고 원래 고양이 T-림프성 바이러스라고 불렸던 고양이 군집에서 처음 분리되었다. 리포니아 대학교 수의과 대학 Smith 박사는 기회감염과 퇴행성 상태의 높은 감염성을 가진 고양이의 집단에서 떨어져 나왔다고 밝혔다. 이후 집고양이에서 확인되었다.
FIV는 아프리카에서 기원한 것으로 알려져 있으며, 이후 전 세계적으로 고양이과 동물로 확산되었다.

## 같이 보기
- 고양이 예방접종